# Egidio d'Assisi
Egidio di Assisi (in latino: Aegidius) (Assisi, 1190 circa – Perugia, 23 aprile 1262) è stato un francescano italiano.
Fu il terzo 'compagno' a seguire Francesco d'Assisi, dopo Bernardo di Quintavalle e Pietro Cattani. È venerato come beato dalla Chiesa cattolica. San Francesco lo chiamava "Il Cavaliere della nostra Tavola Rotonda".

## Biografia
Delle origini di Egidio e dei primi anni della sua vita non si sa nulla di certo, a parte che era un semplice contadino di Assisi. Nel 1208 si unì ai due primi concittadini che erano già diventati i primi seguaci di Francesco e il giorno della festa di San Giorgio (23 aprile) venne rivestito di un povero saio. Quasi subito partì con Francesco a predicare nelle Marche di Ancona.
Accompagnò Francesco a Roma nel 1209, quando la prima regola venne approvata oralmente da papa Innocenzo III e sembra aver poi ricevuto la tonsura monastica. Verso il 1212 Egidio fece un pellegrinaggio alla tomba di San Giacomo a Compostela, in Spagna. Poco dopo il suo ritorno ad Assisi ripartì per Gerusalemme, per venerare i Luoghi Santi, e visitò sulla via del ritorno i santuari di San Michele Arcangelo sul Monte Gargano, e di San Nicola a Bari.
In questi viaggi Egidio era sempre preoccupato di procurarsi col lavoro manuale il cibo e il riparo di cui aveva bisogno: ad Ancona ha fatto cesti di canne; a Brindisi ha trasportato l'acqua e ha contribuito a seppellire i morti; a Roma ha tagliato la legna, ha pigiato il torchio, e ha raccolto i dadi; quando era ospite di un cardinale a Rieti ha insistito a spazzare la casa e pulire i coltelli. Acuto osservatore di uomini e di eventi, Egidio ha acquisito nel corso di questi viaggi molte conoscenze ed esperienze preziose. Non perdeva occasione per predicare al popolo. I suoi sermoni, se tali si possono chiamare, erano colloqui brevi e cordiali, pieni di sapienza familiare.
Dopo alcuni anni di attività Egidio venne assegnato da Francesco all'eremo di Monteripido, nei pressi di Perugia, dove iniziò una vita di contemplazione e di estasi fino alla sua morte, nel 1262, già venerato come un santo.
Fu citato da Dante nella Divina Commedia:
Scalzasi Egidio, scalzasi Silvestro

dietro a lo sposo, sì la sposa piace.»
(Dante Alighieri, Divina Commedia, Paradiso, canto XI, vv. 82-84)

## Culto
Il suo culto immemorabile è stato confermato da papa Pio VI nel 1777 e la sua festa si celebra il 23 aprile:
(Martirologio Romano)

## IDicta
Egidio era estraneo alla cultura teologica e classica, ma da una costante contemplazione delle cose celesti, e con l'amore divino con cui era infiammato, ha acquisito quella pienezza di saggezza santa che ha riempito i suoi contemporanei di stupore e che ha attirato gli uomini di ogni condizione, anche il Papa stesso, a Perugia per ascoltare dalle labbra Egidio la Parola di Vita. Le sue risposte e i suoi consigli sono stati ricordati e tramandati e poi trascritti, e così si formò una raccolta di "Dicta" o "detti" popolari di frate Egidio, che spesso sono stati modificati in latino e tradotto in diverse lingue. Questi "detti" erano tenuti in grande stima da San Bonaventura e sono citate nelle opere di molti scrittori successivi. Essi sono brevi e concisi consigli popolari sulla perfezione cristiana, applicabili a tutte le classi. Squisitamente umani e ricchi di una vena pittoresca di originalità, i dicta riflettono fedelmente il precoce spirito francescano.

### Edizioni
- Incominciano li capitoli di certa doctrina & decti notabili di frate Egidio terzo compagno di san Francesco, Stampato a Firenze da Lorenzo Morgiani e Johannes Petri, ca. 1493-1495
- Opera deuotissima del beato frate Egidio compagno de sancto Francesco paupercolo, in Venetia: per Alexandro di Bandoni, 1506
- Sententiae vere aureae Beati Patris Aegidii Assisinatis omnibus ad christianam perfectionem aspirantibus utilissimae, Bologna: apud Iohannem Rossium, 1585
- Schola seraphica in qua b.p. Aegidii Assisiatis "Aurea dicta", omnibus ad christianam perfectionem aspirantibus vtilissima exhibentur, (a cura di Cornelio Ghirardelli), Bononiae: apud Clementem Ferronium, 1634
- Dicta beati Aegidii assisiensis, sec. codices mss. emendata et denuo edita a PP. Collegii S. Bonaventurae, (Bibliotheca franciscana ascetica Medii Aevi; 3), Ad claras aquas (Quaracchi) prope Florentiam 1905 (2ª ed. 1939)
- Beato Egidio di Assisi, I detti, a cura di Nello Vian, Morcelliana, Brescia 1933
- Beato Egidio di Assisi, I detti, traduzione e prologo di Nello Vian, Vita e pensiero, Milano 1964 (2ª ed. 1990)
- Aegidius von Assisi, Die Weisheit des einfachen, ausgewählt, übersetzt, kommentiert und eingeleitet von Anton Rotzetter und Elisabeth Hug, Zürich 1980. ISBN 3545205177
- Eliodoro Mariani, La sapienza di frate Egidio compagno di san Francesco, con i Detti nella trascrizione dal codice volgare quattrocentesco della Biblioteca Bertoliana di Vicenza curata da Bortolo Brogliato, (Bibliotheca Franciscana sanctorum; 4), Vicenza 1982
- Vittorio Coletti, Ligure e toscano in un testo di tardo Trecento (contiene un adattamento ligure dei Dicta beati Aegidii), Casale Monferrato 1984
- Egidio di Assisi, I detti, a cura di Taddeo Bargiel, Padova 2001. ISBN 88-250-0926-7